# Honda CB 400 Four
Die Honda CB 400 Four (Typcode 377) ist ein Motorradmodell des japanischen Herstellers Honda. Es wurde 1975 präsentiert und bis 1978 hergestellt. Die CB 400 Four ist Teil der CB-Reihe Hondas, die Motorräder mit obenliegender Nockenwelle und Hubräumen zwischen 50 und 750 cm³ umfasste.

## Technik
Die Honda CB 400 Four war eine Weiterentwicklung der CB 350 Four. Sie kam 1974 auf den Markt und wurde in Deutschland bis 1977 angeboten.

## Motor
Der Hubraum des Motors (Bohrung: 51 mm Hub: 50 mm Verdichtung: 9,4) wurde auf 408 cm³ vergrößert. Die Leistung betrug 27,2 kW/37 PS bei 8.500 min−1 (CB 350 F: 25 kW/34 PS bei 9.500 min−1). Die Kurbelwelle ist fünffach gelagert. Jeweils zwei Ventile pro Zylinder werden über Kipphebel bewegt. Die Gemischaufbereitung erledigen vier Keihin-Rundschiebervergasern mit 22 mm Durchlassöffnung. Gestartet wird der Motor wahlweise per Knopfdruck und elektrischem Anlasser oder mit Kickstarter.
Die Lichtmaschine wurde auf der linken und die Zündanlage auf der rechten Motorseite platziert. Der Ölfilter saß in einem Gehäuse vor dem Motorblock.
Der Motor ist luftgekühlt und quer zur Fahrtrichtung eingebaut. Das maximale Drehmoment von 31 Nm liegt bei einer Drehzahl von 8.000/min an.

## Kraftübertragung

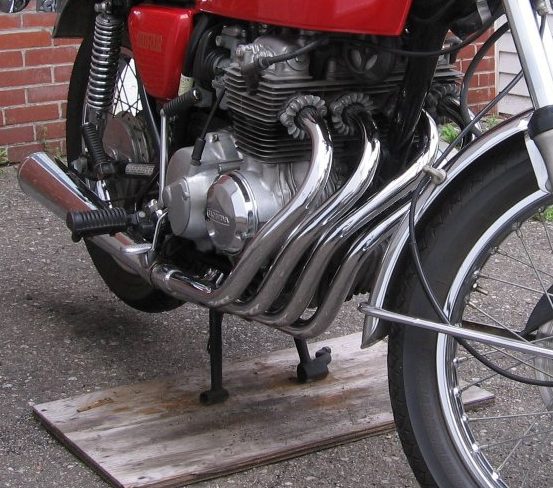
Der charakteristische Four-in-One-Auspuff

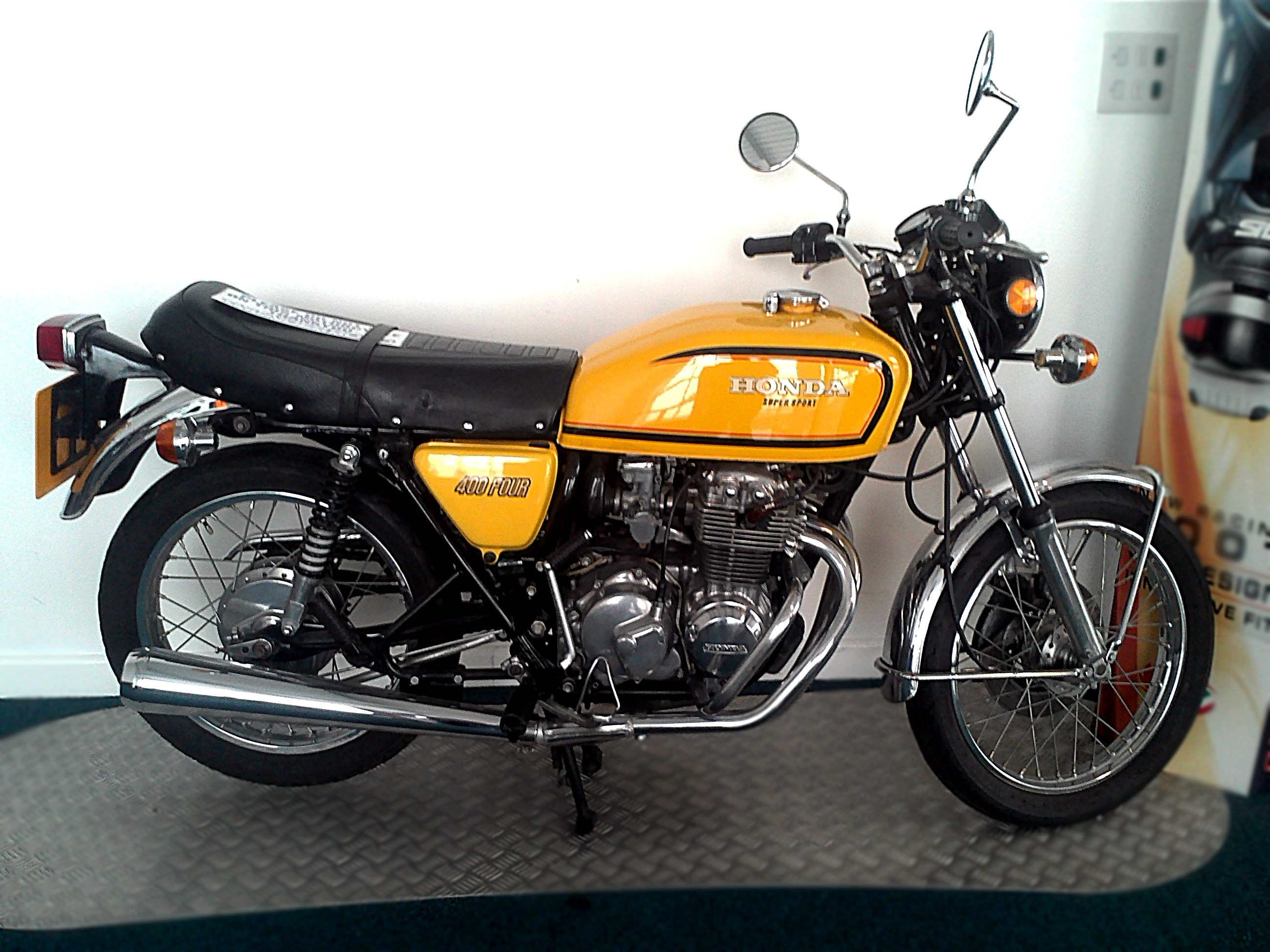
Honda CB400 Four

Das Getriebe hat 6 Gänge. Die Momentübertragung zum Hinterrad erfolgt über eine Rollenkette.
Eine Besonderheit war die 4-in-1-Auspuffanlage, die erstmals an einem Motorrad eingebaut wurde. Sie sparte Gewicht und unterstrich den sportlichen Charakter. Viele Besitzer japanischer Motorräder der 70er und 80er Jahre rüsteten ihre Motorräder mit 4 Auspuffrohren auf eine 4-in-1-Anlage um. Im Prospekt war eine Höchstgeschwindigkeit von 165 km/h angegeben. Bei einem Test wurde eine Geschwindigkeit von 157,9 km/h (solo langliegend) und eine Beschleunigung von 0 auf 100 km/h in 6,6 s erreicht. Der Testverbrauch betrug etwa 6,6 Liter Super 98 ROZ auf 100 km, das Tankvolumen 14 l (davon 2,5 l Reserve).

## Modelle für Deutschland
Im Sommer 1976 wurde die Honda CB 400 Four in Deutschland für 4.878 DM inklusive 11 % Umsatzsteuer angeboten, was heute ca. 7.400 Euro entspricht. Für eine günstigere Haftpflicht-Einstufung wurde auch eine Version mit 19,9 kW/27 PS bei 7.500 min−1 und einer Höchstgeschwindigkeit von 145 km/h angeboten; gedrosselt wurde der Motor durch eine Reduzierhülse im Auspuffsammelstück.
Weitere Daten
Fahrwerk: Stahlrohr-Doppelschleifenrahmen
vorne Teleskopgabel / hinten Schwinge mit 2 Federbeinen. Die Reifengröße vorne ist 3.00 S-18, hinten rollt die Four auf 3.50 S-18.
Bei einem Leergewicht (fahrbereit) von 184 kg und einer maximalen Zuladung von 171 kg ergibt sich ein zulässiges Gesamtgewicht von 355 kg.
Lieferbare Farben waren: Rot, Blau, Gelb.